# Annette
Annette és una pel·lícula surrealista, dramàtica i musical de 2021, dirigida i escrita per Leos Carax.
Al guió també hi van col·laborar Ron Mael i Russell Mael, components de Sparks (grup que participa a la banda sonora del film). La història segueix la vida d’un humorista un tant ferotge que està enamorat d’una cantant d’òpera estimada per tots. El naixement de la seva filla Annette amaga un misteriós destí i canvia les seves vides dràsticament. Va ser estrenada per primera vegada el 6 de juliol de 2021 per UGC Distribution al Festival de Canes de 2021 i el 31 de juliol a Espanya a l'Atlàntida Mallorca Film Fest 2021. Ha estat doblada al català.

## Repartiment
- Adam Driver: és un actor nord-americà que fa el paper de Henry McHenry, una estrella de la comicitat. És conegut mundialment pel seu humor característic que no està basat en els acudits, sinó que utilitza queixes socials per a generar un ambient d’humor negre que en algunes ocasions acaba sent incòmode i ofensiu.[3]
- Marion Cotillard: és una actriu francesa que, tot i que va començar en el món del teatre, quan va passar a la televisió i el cinema va començar a triomfar. Marion, que a Annette es diu Ann Defrasnoux, comparteix protagonisme amb Adam Driver. És una cantant d'òpera la qual tothom estima i té una relació romàntica amb Herny McHenry, un humorista repudiat. L'actriu no canta a tota la pel·lícula, sinó que Catherine Trottmann fa la veu soprano d'Ann.[4]
- Simon Helberg com The Accompanist o L'Acompanyant d'Ann Defrasnoux, és un director d'orquesta melancòlic que està secretament enamorat de la seva musa a la qual acompanya.[5]
- Devyn McDowell com Annette, és la filla de Henry i Ann, ella és una marioneta (element surrealista) i té una habilitat especial que canviarà la vida de tothom. Hebe Griffiths és la veu cantant d'Annette.[6]
- Angèle, Kiko Mizuhara, Julia Bullock, Claron McFadden, Noémie Schellens i Natalie Mendoza com the Six Accuser Chorus
- Natalia Lafourcade com l'agent de policia de LAPD
- Kanji Furutachi com a Doctor
- Rila Fukushima, Eva Van Der Gucht i Laura Jansen com a Infermeres.
- Rebecca Sjöwall com Connie O'Connor
- Nino Porzio com a Xèrif Garoni
- Wim Opbrouck com Baby Annette Announcer
- Russell Mael com Russell Mael/Jet Pilot
- Ron Mael com a Rom Mael/Jet Pilot
- Leos Carax com Leos Carax
- Nastya Carax com Nastya
- Rebecca Dyson-Smith com a Fotògrafa
- Graciela María com a Fotògrafa
- Colin Lainchbury-Brown com Hyperbowl Announcer
- Geoffrey Carey com Ape of God Announcer

## Producció
Leos Carax va anunciar el novembre de 2016 que debutaria amb Adam Driver, Rooney Mara i Rihanna en anglès per a que protagonitzessin la seva pel·lícula. El rodatge estava programat per començar a la primavera de 2017, i al març Amazon Studios va adquirir la pel·lícula. Mara i Rihanna van renunciar als seus papers. Al maig de 2017 Michelle Williams va ser escollida per substituir a la Mara, i llavors el rodatge es traslladava al juliol, però la producció es va estancar perquè Driver tenia un projecte amb Star Wars. El maig del 2019 Marion Cotillard va ser escollida per substituir a Williams. Finalment Annete es va començar a rodar l'agost de 2019 a Los Angeles, Brussel·les i Bruges i també es va gravar a l'Alemanya (Münster, Colònia i Bonn inclosos). A l'octubre del mateix any es va unir a l'elenc Simon Helberg. La producció va acabar el novembre de 2019. El gener de 2020, es va revelar que la cantant belga Angèle havia estat escollida per un paper no revelat.

## Rebuda
La pel·lícula és en tots els sentits exagerada, barroca i de vegades incòmoda. És totalment una aposta arriscada dels germans Mael i Carax que ha tingut crítiques i valoracions molt diferents. Per a fer-se una idea, a Filmaffinity hi ha crítiques professionals que en tot cas reconeixen la raresa i brutalitat de la pel·lícula, però tot i això poden considerar-la bona o no depenent dels gustos individuals. El que és segur és que aquesta aposta de Carax crea sentiments intensos en la gent que veu la pel·lícula:
Peter Debruge, a Variety, va dir: "L'última dosi de raresa del director de 'Holy Motors' (...) No és per a tots (...) però el gran experiment de Carax és certament prou audaç per trobar el seu grup de defensors."
Peter Bradshaw a The Guardian, va dir: "Bizarro musical (...) Un espectacle directe, declamatori i boig, que trontolla a la vora del precipici de la seva pròpia crisi nerviosa (...) Puntuació: ★★★★ (sobre 5)."
Dave Calhoun a Time Out va dir: "Hipnotitzant i exasperant a parts iguals (...) 'Annette' farà que cert públic surti corrents i cridant de la sala, i que un altre la posi en un altar (…) Puntuació: ★★★ (sobre 5)."
David Rooney a The Hollywood Reporter va dir: "Obstinadament plana, és una creació estranya i discordant. Les diferents sensibilitats involucrades poques vegades es barregen i les cançons poques vegades encenen molt sentiment."
A IMDB la pel·lícula té una puntuació de 6.4/10, està puntuada amb un 67 per Metascore i hi ha 239 opinions dels usuaris i 191 revisions crítiques.

## Música
En ser una pel·lícula musical, òbviament conté la seva pròpia música però la pel·lícula a més utilitza elements de pistes de Sparks més primerenques, incloent "Rock, Rock, Rock", "Thanks But No Thanks", "Bon Voyage i "The Calm Before the Storm".Totes les cançons foren escrites i compostes per Sparks i Leos Carax. 
| 1.  | «So May We Start»                                                      | Sparks Adam Driver Marion Cotillard Simon Helberg | 3:44 |
| 2.  | «True Love Always Finds a Way»                                         | Sparks Cotillard                                  | 1:25 |
| 3.  | «We Love Each Other So Much»                                           | Driver Cotillard                                  | 3:32 |
| 4.  | «I'm an Accompanist»                                                   | Helberg                                           | 1:24 |
| 5.  | «Aria (The Forest)»                                                    | Cotillard Catherine Trottmann                     | 3:17 |
| 6.  | «She's Out of This World!»                                             | Sparks Driver Cotillard                           | 2:23 |
| 7.  | «Six Women Have Come Forward»                                          | Sparks Six Women                                  | 2:03 |
| 8.  | «You Used to Laugh»                                                    | Sparks Driver                                     | 2:13 |
| 9.  | «Girl from the Middle of Nowhere»                                      | Cotillard                                         | 2:57 |
| 10. | «Let's Waltz in the Storm!»                                            | Driver Cotillard                                  | 3:33 |
| 11. | «We've Washed Ashore / Baby Aria (The Moon) / I Will Haunt You, Henry» | Driver Hebe Griffiths Cotillard Trottmann         | 4:49 |
| 12. | «Premiere Performance of Baby Annette»                                 | Driver Wim Opbrouck                               | 2:13 |
| 13. | «All the Girls»                                                        | Driver                                            | 1:19 |
| 14. | «Stepping Back in Time»                                                | Driver Cotillard Trottmann                        | 2:04 |
| 15. | «Sympathy for the Abyss»                                               | Driver Devyn McDowell                             | 3:51 |

| 1.  | «So May We Start»                                                                                     |  |  |
| 2.  | «True Love Always Finds a Way»                                                                        |  |  |
| 3.  | «How 'bout a Smile, Ann?»                                                                             |  |  |
| 4.  | «We Love Each Other So Much»                                                                          |  |  |
| 5.  | «Show Biz News (Tied the Knot)»                                                                       |  |  |
| 6.  | «I'm an Accompanist»                                                                                  |  |  |
| 7.  | «Forest Intro / Aria (The Forest)»                                                                    |  |  |
| 8.  | «Finale»                                                                                              |  |  |
| 9.  | «Show Biz News (New Born Girl)»                                                                       |  |  |
| 10. | «She's Out of This World!»                                                                            |  |  |
| 11. | «Calm Before the Opera»                                                                               |  |  |
| 12. | «Six Women Have Come Forward» (film version)                                                          |  |  |
| 13. | «You Used to Laugh»                                                                                   |  |  |
| 14. | «Girl from the Middle of Nowhere»                                                                     |  |  |
| 15. | «Lalalala»                                                                                            |  |  |
| 16. | «My Star's in Decline»                                                                                |  |  |
| 17. | «Show Biz News (Respective Success)»                                                                  |  |  |
| 18. | «Lullaby for Annette»                                                                                 |  |  |
| 19. | «Let's Waltz in the Storm!»                                                                           |  |  |
| 20. | «We've Washed Ashore»                                                                                 |  |  |
| 21. | «Baby Aria (The Moon)»                                                                                |  |  |
| 22. | «I Will Haunt You, Henry»                                                                             |  |  |
| 23. | «We Are the Police»                                                                                   |  |  |
| 24. | «I'm a Good Father»                                                                                   |  |  |
| 25. | «Baby Aria (She's a Miracle)»                                                                         |  |  |
| 26. | «The Conductor»                                                                                       |  |  |
| 27. | «Something That Will Blow Your Mind / Baby Aria (Can You Explain It?) / It's Not Really Exploitation» |  |  |
| 28. | «Every Night the Same Dream»                                                                          |  |  |

| 1.  | «Premiere Performance of Baby Annette»                                                  |  |  |
| 2.  | «Baby Aria (First Performance)»                                                         |  |  |
| 3.  | «We Love Annette!»                                                                      |  |  |
| 4.  | «We Love Each Other So Much (Lullaby)»                                                  |  |  |
| 5.  | «All the Girls»                                                                         |  |  |
| 6.  | «So Glad to Be Back at Home / We Love Each Other So Much (Annette) / You Had No Right!» |  |  |
| 7.  | «Murder of a Conductor»                                                                 |  |  |
| 8.  | «Show Biz News (Never Again)»                                                           |  |  |
| 9.  | «Hyper Bowl»                                                                            |  |  |
| 10. | «True Love Always Finds a Way (Reprise)»                                                |  |  |
| 11. | «He Is a Murderer!»                                                                     |  |  |
| 12. | «Stepping Back in Time»                                                                 |  |  |
| 13. | «Courtroom Spirit»                                                                      |  |  |
| 14. | «Abyss Intro»                                                                           |  |  |
| 15. | «Sympathy for the Abyss» (film version)                                                 |  |  |
| 16. | «The Lamp»                                                                              |  |  |
| 17. | «We Love Each Other So Much – End Theme»                                                |  |  |
| 18. | «It's the End»                                                                          |  |  |
| 19. | «Intro to Henry's Show (A)»                                                             |  |  |
| 20. | «The Zygomatic Rap»                                                                     |  |  |
| 21. | «Laugh, Laugh, Laugh (A)»                                                               |  |  |
| 22. | «Ok, Ready, Laugh!»                                                                     |  |  |
| 23. | «So Why Did I Become a Comedian?»                                                       |  |  |
| 24. | «So Why Did You Become a Comedian?»                                                     |  |  |
| 25. | «Introspective (A)»                                                                     |  |  |
| 26. | «Opera Bows»                                                                            |  |  |
| 27. | «Laugh, Laugh, Laugh (B)»                                                               |  |  |
| 28. | «Intro to Henry's Show (B)»                                                             |  |  |
| 29. | «Introspective (B)»                                                                     |  |  |
| 30. | «We Love Each Other So Much» (first demo)                                               |  |  |
| 31. | «Worth Her Weight in Gold» (demo)                                                       |  |  |
| 32. | «You Used to Laugh» (demo)                                                              |  |  |
| 33. | «This Is a Baby»                                                                        |  |  |
| 34. | «Is She Legitimate?» (demo)                                                             |  |  |
| 35. | «Upstaged» (demo)                                                                       |  |  |